# Alicia Bárcena Ibarra
Alicia Bárcena Ibarra (Città del Messico, 5 marzo 1952) è una biologa, politica e diplomatica messicana, segretaria dell'ambiente e delle risorse naturali dal 2024.

## Biografia

### Origini e formazione
Nata a Città del Messico nel 1952, studia e si laurea in biologia all'Università nazionale autonoma del Messico. Dopodiché consegue un master in pubblica amministrazione presso l'Università di Harvard. Riceve poi alcuni dottorati honoris causa in economia dall'Università di Oslo e da quella dell'Avana.

### Carriera
Nel 1989 diviene direttrice dell'Istituto nazionale di Pesca messicano, occupando l'incarico fino al 1991. Fino al 1995 è stata inoltre direttrice del Consiglio della Terra in Costa Rica. Tale consiglio prevede di eseguire gli accordi presi nel 1992 a Rio de Janeiro alla Conferenza delle Nazioni Unite sull'ambiente e lo sviluppo.
Successivamente ricopre il ruolo di vicesegretaria esecutiva della Commissione economica per l'America Latina e i Caraibi con sede a Santiago del Cile, dove rimane fino al 1º giugno 2006, quando è nominata prima vice capo di gabinetto e poi capo di gabinetto del segretario generale delle Nazioni Unite Kofi Annan.
Nel 2008 il nuovo segretario generale dell'ONU Ban Ki-moon la nomina segretaria esecutiva dell'ECLAC. Ricopre questo incarico alle Nazioni Unite fino al 2022, quando viene scelta dal presidente messicano Andrés Manuel López Obrador per svolgere l'incarico di ambasciatrice in Cile.
Il 12 giugno 2023, ha seguito delle dimissioni del segretario degli affari esteri Marcelo Ebrard, la sottosegretaria Carmen Moreno assume l'incarico ad interim. Il 2 luglio successivo il presidente AMLO annuncia pubblicamente la scelta di Alicia Bárcena per ricoprire il ruolo di segretaria degli esteri.
Nel giugno 2024, dopo la vittoria di Claudia Sheinbaum alle elezioni generali, viene comunicato che il 1º ottobre successivo Alicia Bárcena sarebbe divenuta segretaria dell'ambiente e delle risorse naturali, lasciando quindi il segretariato degli affari esteri.